# Jordan Genmark Heath
Jordan Genmark Heath (né le 16 décembre 1997 à Stockholm) est un joueur professionnel suédois de football américain évoluant au poste de linebacker pour la franchise des Mousquetaires de Paris dans la European Football League (EFL).
Auparavant, il a joué pour le Fighting Irish de Notre Dame (2017-2020), les Bruins de l'UCLA (2021), les Roughriders de la Saskatchewan (2022), les Stars de Philadelphie (2023).

## Biographie

### Carrière universitaire
Jordan commence à jouer au football américain de niveau universitaire dans la NCAA Division 1 FBS en 2017 au Fighting Irish de l'université de Notre-Dame-du-Lac. Il y occupe initialement le poste de safety mais est replacé au poste de linebacker en avril 2018.
En septembre 2020, Genmark Heath quitte Notre-Dame pour s'engager en octobre 2020 avec les Bruins de l'Université de Californie à Los Angeles.

### Carrière professionnelle
En mai 2022, Genmark Heath particip au camp des rookies organisé par la franchise NFL des Chiefs de Kansas City en tant que joueur d'essai  mais n'y est pas retenu.
Genmark Heath est sélectionné lors de la draft globale 2022 (en) de la Ligue canadienne de football (CFL) par la franchise des Roughriders de la Saskatchewan et signe son contrat le 4 octobre 2022,. Il est cependant licencié le 31 octobre de la même année.
Le 11 janvier 2023, Genmark Heath signe avec les Stars de Philadelphie de la United States Football League (USFL) pour la saison 2023 mais est libéré le 8 juin 2023.
Jordan Genmark Heath s'engage finalement avec les Mousquetaires de Paris pour la saison 2024 de l'European League of Football (ELF).

## Statistiques

### Statistiques universitaires
| Année       | Équipe                       | Statut      | MJ |              | Plaquages    | Plaquages    | Plaquages    | Plaquages    |              | Interceptions | Interceptions | Interceptions | Interceptions |  | Fumbles | Fumbles |
| Année       | Équipe                       | Statut      | MJ | Total        | Seul         | Ast.         | Sacks        | Nb.          | Yards        | Déf.          | TD            | Nb.           | Rec.          |  |         |         |
| 2017        | Fightin Irish de Notre Dame  | Fr.         | 08 | 15           | 9            | 6            | 0,0          | 0            | 0            | 0             | 0             | 0             | 0             |  |         |         |
| 2018        | Fighting Irish de Notre Dame | So.         | 06 | 16           | 7            | 9            | 0,0          | 0            | 0            | 0             | 0             | 0             | 0             |  |         |         |
| 2019        | Fighting Irish de Notre Dame | Jr.         | 08 | 10           | 6            | 4            | 1,0          | 0            | 0            | 0             | 0             | 0             | 0             |  |         |         |
| 2020        | Fighting Irish de Notre Dame | Sr.         | -  | N'a pas joué | N'a pas joué | N'a pas joué | N'a pas joué | N'a pas joué | N'a pas joué | N'a pas joué  | N'a pas joué  | -             | -             |  |         |         |
| 2021        | Bruins de l'UCLA             | Sr.         | 12 | 55           | 23           | 32           | 3,5          | 1            | 20           | 2             | 0             | 2             | 0             |  |         |         |
| Totaux NCAA | Totaux NCAA                  | Totaux NCAA | 34 | 96           | 45           | 51           | 3,5          | 1            | 20           | 2             | 0             | 2             | 0             |  |         |         |

### Statistiques professionnelles
Dernière mise à jour : 9 juillet 2024,
| Total | Seul                           | Ast.                | Sacks | TFL | Nb. | Yards | Y/C | TD  | + Lg. | Nb. | Yards | Y/R | TD | + Lg. |    |      |   |    |
| 2022  | Roughriders de la Saskatchewan | LCF                 | 2     | 0   | 0   | 0     | 0   | 0   | 0     | 0   | 0,0   | 0   | 0  | 0     | 0  | 0,0  | 0 | 0  |
| 2023  | Stars de Philadelphie          | USFL                | 2     | 5   | 4   | 1     | 0   | 0   | 0     | 0   | 0,0   | 0   | 0  | 0     | 0  | 0,0  | 0 | 0  |
| 2024  | Mousquetaires de Paris         | ELF Saison en cours | 5     | 18  | 10  | 8     | 1,5 | 2,5 | 15    | 78  | 5,2   | 1   | 23 | 1     | 20 | 20,0 | 1 | 20 |
| Total | Total                          | Total               | 9     | 23  | 14  | 9     | 1,5 | 2,5 | 15    | 78  | 5,2   | 1   | 23 | 1     | 20 | 20,0 | 1 | 20 |

## Vie privée
Genmark Heath a quitté la Suède pour les États-Unis à l'âge de 14 ans. Il grandit en tant que fan des Chargers de San Diego.